# Helodon karibaense
Helodon karibaense är en tvåvingeart som först beskrevs av Ono 1980.  Helodon karibaense ingår i släktet Helodon och familjen knott. Inga underarter finns listade i Catalogue of Life.